# Simon Pellaud
Simon Pellaud (* 6. November 1992 in Martigny) ist ein Schweizer Radrennfahrer.

## Karriere
Simon Pellaud machte erstmals auf sich aufmerksam, als er 2009 bei den Schweizer Bergmeisterschaften der Junioren den dritten Rang erreichte. Im Jahr darauf gewann er die Berner Rundfahrt der Junioren. Zum Ende des Jahres 2011 wurde er Praktikant bei Atlas Personal. Dort fuhr er auch im nächsten Jahr. 2013 errang er den Titel des Schweizer Meisters bei der U23-Klasse im Strassenrennen. Ende 2014 fuhr er als Praktikant bei IAM Cycling und erhielt bei dem Team einen Profivertrag. 2016 wurde er als aktivster Fahrer auf der dritten Etappe der Vuelta a España mit der Roten Rückennummer ausgezeichnet.
2017 wechselte er zum Team Illuminate, für das er im November des Jahres die zweite Etappe der Tour of Rwanda mit 1:30 Minuten Vorsprung gewann. Er trug für zwei Tage das Gelbe Trikot als Gesamtführender und wurde am Ende Gesamtzehnter. Nachdem Pellaud 2018 jeweils einmal Etappenzweiter bei der Tour of Almaty und bei der Rumänien-Rundfahrt geworden war, gelang ihm im letzten Saisonrennen ein Etappensieg auf der letzten Etappe bei der Tour of Hainan. Den Sieg holte er sich aus einer Fluchtgruppe heraus, von dieser konnte er sich etwa 3 km vor dem Ziel lösen und mit einem kleinen Vorsprung ins Ziel fahren. 2019 wechselte er zu IAM Excelsior, 2020 zu Androni Giocattoli-Sidermec und kehrte 2022 mit Trek-Segafredo zu einem UCI WorldTeam zurück.
Zur Saison 2023 wechselte Pellaud zum neu als UCI ProTeam lizenzierten Schweizer Tudor Pro Cycling Team. Bei diesem gewann er in seiner ersten Saison die Gesamtwertung der Tour de Bretagne Cycliste, ehe er als Dritter im Straßenrennen eine Medaille bei den Schweizer Meisterschaften holte. Weiters gewann er in jenem Jahr die Bergwertung der Tour de Langkawi. Im Jahr drauf konnte er keinen weiteren Sieg einfahren wurde jedoch hinter Mauro Schmid Zweiter im Straßenrennen der nationalen Meisterschaften.
Mit dem Jahr 2025 wechselte Simon Pellaud im Alter von 32 Jahren zum chinesischen UCI Continental Team Li Ning Star, wo er zu Beginn der Saison die Gravel-Rundfahrt Transcordilleras gewann. Im März siegte er auch bei dem UCI-Gravel-World-Series-Rennen Gravel Brazil. Auf der Straße feierte er seinen ersten Erfolg bei der Tour of Thailand, bei wo er die erste Etappe gewann und Zweiter der Gesamtwertung wurde.
Im April des Jahres 2025 wurde bekanntgegeben, das Simon Pellaud in Zukunft vom Tudor Pro Cycling Team bei den Gravel-Rennen unterstützt werden wird.

## Erfolge

### Straße
2010
- Berner Rundfahrt (Junioren)

2013
- Schweizer Meister – Strassenrennen (U23)

2017
- eine Etappe Tour of Rwanda

2018
- eine Etappe Tour of Hainan

2019
- eine Etappe Tour du Loir-et-Cher
- Bergwertung Tour de Romandie
- Flèche Ardennaise
- Gesamtwertung Tour de la Mirabelle
- Schweizer Meisterschaften – Straßenrennen

2020
- Schweizer Meisterschaften – Straßenrennen

2021
- eine Etappe Vuelta al Táchira
- Ausreißerwertung Giro d’Italia
- Schweizer Meisterschaften – Straßenrennen

2023
- Gesamtwertung und Bergwertung Tour de Bretagne Cycliste
- Schweizer Meisterschaften – Straßenrennen
- Bergwertung Tour de Langkawi

2024
- Schweizer Meisterschaften – Straßenrennen

2025
- eine Etappe Tour of Thailand

### Gravel
2025
- Gesamtwertung und vier Etappen Transcordilleras
- UCI Gravel World Series – Gravel Brazil

## Platzierungen bei den Grand Tours
| Grand Tour            | 2015 | 2016 | 2017 | 2018 | 2019 | 2020 | 2021 | 2022 |
| --------------------- | ---- | ---- | ---- | ---- | ---- | ---- | ---- | ---- |
| Giro d’ItaliaGiro     | –    | –    | –    | –    | –    | 71   | 69   | –    |
| Tour de FranceTour    | –    | –    | –    | –    | –    | –    | –    | –    |
| Vuelta a EspañaVuelta | 119  | 105  | –    | –    | –    | –    | –    | –    |